# Наука и технологија у Бугарској
Наука и технологија у Бугарској спроводе се у различитим институцијама, којима углавном управљају Бугарска академија наука и неколико универзитета.

## Преглед
Издвајање за истраживање и развој је мало и износи 0,78% БДП-а,  а највећи део финансирања јавних истраживања и развоја одлази Бугарској академији наука. Приватна предузећа улажу више од 73% трошкова за истраживање и развој и запошљавају 42% од 22.000 бугарских истраживача у 2015. години. Исте године, Бугарска је заузела 39. место од 50 земаља у Блумберговом индексу иновација, са највишим резултатом у образовању (24. место), а најнижим у производњи са додатом вредношћу (48. место).
Хронично недовољно улагање у истраживање од 1990. године присилило је многе стручњаке из науке и инжењерства да напусте Бугарску. Упркос недостатку финансирања, истраживања из хемије, науке о материјалима и физике и даље су снажна.
Висок ниво учешћа жена у науци и инжењерству, наслеђе из доба социјализма, карактеристичан је за све области истраживања.

## Поља истраживања

### ICT
Три процента економског учинка ствара сектор информационих и комуникационих технологија (ICT) у коме је запослено 40.000 до 51.000 софтверских инжењера. Више од четвртине бугарских ICT стручњака чине жене, што је највећи проценат жена у ICT у било којој земљи ЕУ. Компјутерска технологија гради се на темељима из доба социјализма, када је земља била позната као "Комунистичка Силицијумска долина" због своје кључне улоге у СЕВ компјутерској технолошкој производњи. Рачунари Правец били су главна масовна рачунарска серија дизајнирана и произведена у Бугарској у то време.
Бугарска је такође регионални лидер у компјутерима високе перформансе (суперрачунари). Институт за рачунарске и комуникационе системе у Бугарској академији наука користи Авитохол, најмоћнији суперрачунар у југоисточној Европи. Четири мања суперкомпјутерска кластера која не представљају праве суперрачунаре функционишу у Софији: неименована машина у Бугарској академији наука, PHYSON на Физичком факултету Универзитета у Софији, Мадара на Институту за органску хемију при академији и Нестум у Софија Тех Парку. IBM Blue Gene/Р у Националном центру за суперкомпјутерске апликације престао је са радом 2015. године.

### Физика
Иван Странски (1897–1979) је развио молекуларно-кинетичку теорију формирања кристала и раста кристала. Резултати његовог рада на кристалној структури и понашању имали су широку примену у областима физичке хемије, металургије и рударства. Георги Наджаков је био међу главним бугарским физичарима, а постао је познат по експериментима са фотоелектричним ефектом и најважније, по открићу фотоелектрета. Наджакова открића данас се широко користе у фотокопирним машинама.
Бугарска је активна чланица CERN-а (Европска организација за нуклеарна истраживања) а и допринела је својим активностима са готово 200 научника од свог приступања 1999. године. Бугарски научници учествовали су у експерименту Large Electron–Positron Collider (LEP)1980-их.

### Медицина
Домаћа фармацеутска индустрија брзо је расла након што је касних четрдесетих година примењена економија планирана у совјетском стилу. Цитизин, средство за престанак пушења и галантамин, лек који је синтетизовао Димитар Пасков и који се користи за лечење когнитивних оштећења код Алцхајмерове болести, неки су од лекова које су развили бугарски истраживачи. Генерички лекови чине окосницу индустрије, мада иновативни лекови чине 75% тржишта по вредности. Постоји добро развијена база за истраживање лекова у болницама, заједно са високо квалификованим истраживачима и производњом лекова по стандардима ЕУ, али недостатак представља слабо финансирање и ограничено искуство у клиничким испитивањима у раној фази. Софарма АД је лидер у фармацеутском истраживању од 1950-их.
Универзитетска болница др Георги Странски у Плевену била је прва болница која је применила хируршки систем Да Винчи у земљи и има два система. Две друге болнице у Софији, Токуда болница Ацибадем градске клинике и Доверие, поседују по један Да Винчијев систем.

### Нуклеарна енергија
Бугарска је почела да проучава нуклеарну енергију ради производње електричне енергије већ 1956. Споразум са Совјетским Савезом о почетку градње нуклеарних реактора индустријског обима постигнут је десет година касније,1966. Данас нуклеарни реактори у нуклеарној електрани Козлодуј производе више од трећине (34,8%) електричне енергије у националној мрежи. Комерцијална производња електричне енергије из две јединице ВВЕР-1000 подржана је различитим истраживачким, образовним и инжењерским капацитетима из неколико институција. Софијски универзитет и Технички универзитет у Софији обучавају инжењере на одељењу за нуклеарно инжењерство и термалну и нуклеарну енергију.
Институт за нуклеарна истраживања и нуклеарну енергију Бугарске академије наука углавном је фокусиран на истраживање и развој. Тренутно се гради највећи акцелератор у Југоисточној Европи, циклотрон за који се очекује да ће да производи до 25.000 доза за радиотерапију, када буде завршен. Уређај је завршен 2016, али зграда је још у изградњи. Институт такође има један IRT-2000 истражни реактор који је већ постигао нормалне радне услове 1961, али је затворен 1999. и од тада чека реконструкцију.
До 1992, када је влада Филипа Димитрова наредила престанак ископавања уранијума, Бугарска је извлачила 645 тона уранијума годишње, и производила жути колач. Материјал је превожен у СССР ради прераде, а онда се враћао у Бугарску као гориво за нуклеарну електрану Козлодуј .

### Истраживање свемира
Бугарска је имала бројне доприносе у испитивању свемира. Они укључују два научна сателита, Бугарска 1300 и Бугарска 1300-II, више од 200 корисних терета и 300 експеримената у Земљиној орбити, као и два космонаута од 1971. године. Бугарска је била прва земља која је узгајала пшеницу и поврће у свемиру у својим Свет стакленим баштама на свемирској станици Мир. Била је укључена у развој Granat опсерваторије гама-зрака (гама астрономије) и Вега програма, посебно у моделирању трајекторија и управљачким алгоритмима за обе Вега пробе. Суперрачунар који је развио ИЗОТ за ову мисију касније је коршћен у Совјетском савезу за симулације нуклеарне фузије.
Бугарски инструменти су коришћени при истраживању Марса, укључујући ВСК спектрометар који је обезбедио прве високо-квалитетне спектроскопске слике Марсовог сателита Фобос сондом Фобос 2. Космичко зрачење уз и око планете је приказано помоћу дозиметра Лиулин-МЛ на Егзомарс орбитеру. РАДОМ-7, инструмент класе Лиулин, постављен је на лунарну сонду Шандрајан-1, док остале верзије Лиулина делују на Међународној свемирској станици. Први бугарски сателит за геостационарну комуникацију, БулгариаСат-1, лансирао је Спејс екс у јуну 2017. Ендуросат Један је постао први бугарски Кубсат који је у орбиту уведен у јулу 2018. године.
Опсерваторија Рожен, највећа у југоисточној Европи, опсерваторија Белоградчик и опсерваторија Шуменског универзитета, главне су бугарске астрономске опсерваторије. Неколико мањих „јавних опсерваторија“ са планетаријумом, фокусираних на образовне и помоћне активности, налази се у разним градовима широм земље. Астроном Георги Мандушев водио је тим научника који су открили планету ТрЕС-4б.

### Авијација
На аеродрому Софија налази се један од 12 објеката за одржавање и поправке ваздухоплова компаније Луфтханза (Lufthansa Technik) у Европи. Знатно проширење у вредности од 42 милиона долара завршено је 2017. године, уз повећање броја особља на 1.300 инжењера и механичара, нову вишенаменску зграду, хангар и радионице и повећање капацитета на осам производних и сервисних линија. Објекат углавном сервисира авионе Ербас А320, Боинг 737 и Ембраер.
Асен Јорданов (1896-1967), оснивач ваздухопловног инжењерства у Бугарској, радио је као авио-инжењер, инжењер и изумитељ; такође је допринео развоју ваздухопловства у Сједињеним Државама. Играо је значајну улогу у развоју авиона у САД (углавном бомбардера и авиона на бази носача) и учествовао у многим другим пројектима. Јорданов је створио први бугарски авион, „Диплан Јорданов-1“, 1915. године. Капетан Симеон Петров из бугарског ратног ваздухопловства пронашао је прву светску наменску бомбу „ваздух-површина“, која је укључивала иновације, попут аеродинамички стабилизујућег x-репа и детонатора удара. До данас, већина авионских бомби у свету следи Петров дизајн из 1912. године. Бугарске ваздухопловне снаге развиле су оригинални прототип, постајући тако прва војна сила на свету која је извршила тактичке врсте бомбардовања авиона током рата у пуној размери (1912. године).

### ИстраживањеАнтарктика
Од 1980-их, Бугарска одржава активни истраживачки програм регије Антарктик. Након неуспешног покушаја слетања код рта Восток на северозападном острву Александровог острва, две монтажне колибе су монтиране на острву Ливингстон између 26. и 29. априла 1988. године за четворочлану бугарску посаду коју је логистички подржао совјетски истраживачки брод Михаил Сомов. Објекти су касније обновљени и отворени као стална база 11. децембра 1993. године. Програм проширења у Светом Клименту Охридском, укључујући изградњу нове вишенаменске зграде, изведен је између 1996. и 1998. године.
Неке од експедиција резултирале су  2009. године објављивањем свеобухватне топографске мапе, укључујући  Гринвич, Сноу, Роберт и Смит острва.